# Argia insipida
Argia insipida là một loài chuồn chuồn kim trong họ Coenagrionidae.
Argia insipida is in 1865 voor het eerst wetenschappelijk beschreven door Hagen in Selys.